# Mirta Díaz-Balart
Mirta Francisca de la Caridad Díaz-Balart y Gutiérrez (L'Havana, 30 de setembre de 1928 - Madrid, 6 de juliol de 2024) va ser la primera esposa de Fidel Castro. Es van casar el 1948, van tenir un fill junts i es van divorciar el 1955.
Era filla d'América Gutiérrez i de Rafael José Díaz-Balart, un prominent polític cubà abans del 1959 que havia estat ministre de Comunicacions i alcalde de la ciutat de Banes.

## Biografia
Díaz-Balart era filla d'América Gutiérrez i Rafael José Díaz-Balart, un destacat polític i alcalde de la ciutat de Banes, a l'est de Cuba. Era estudiant de filosofia a la Universitat de l'Havana quan va conèixer i es va casar amb Fidel Castro.
Castro i Díaz-Balart es van casar l'11 d'octubre de 1948, van fer la lluna de mel a la ciutat de Nova York i Miami i es van divorciar set anys més tard, el 1955, mentre Castro estava a la presó després de l'atac fallit a la caserna de Moncada. Junts van tenir un fill, Fidel Ángel Castro Díaz-Balart (1949–2018), "Fidelito". Després del divorci, a Castro no se li va concedir la custòdia del seu fill, que es va allunyar del seu pare fins que van poder tornar a estar junts després d'una visita a Mèxic, abans del retorn de Castro a l'illa per liderar la Revolució Cubana.
El 1956, Díaz-Balart es va casar amb Emilio Núñez Blanco (1925–2006), fill d'un antic ambaixador cubà a l'ONU, Emilio Núñez Portuondo. Van tenir dues filles, entre elles Mirta Núñez. La família vivia al balneari de platja de Tarará de L'Havana quan era encara a Cuba.
Díaz-Balart va viure a Madrid amb la seva família després de 1959, any del triomf de la revolució. Va ser privada de la companyia del seu fill durant molts anys mentre aquest estudiava a Cuba i la Unió Soviètica. El Miami Herald va afirmar l'any 2000 que encara vivia a Espanya i que Raúl Castro, el seu antic cunyat, li organitzava visites ocasionals a Cuba. Segons els informes, el 2018, l'any en què el seu fill Fidelito es va suïcidar, tornava a viure a Cuba amb 90 anys.
Díaz-Balart era tia dels polítics republicans nord-americans anticastristes Mario Díaz-Balart i el seu germà Lincoln Díaz-Balart, així com el presentador de televisió José Díaz-Balart. Era germana del pintor Waldo Díaz-Balart i del polític Rafael Díaz-Balart.
Díaz-Balart va morir a Madrid el 6 de juliol de 2024, als 95 anys.